# Jornadia larreae
Jornadia larreae är en kvalsterart som beskrevs av Wallwork och Robert E. Weems 1984. Jornadia larreae ingår i släktet Jornadia och familjen Oribatulidae. Inga underarter finns listade i Catalogue of Life.